# Calyptomena whiteheadi
Il beccolargo di Whitehead (Calyptomena whiteheadi Sharpe, 1887) è un uccello passeriforme della famiglia degli Eurilaimidi.

## Etimologia
Deve sia il proprio nome comune che quello scientifico all'esploratore inglese John Whitehead.

## Descrizione

### Dimensioni
Può superare i 20 cm di lunghezza, coda compresa, dimensioni queste che ne fanno il rappresentante di maggiori dimensioni del genere Calyptomena.

### Aspetto
Si tratta di uccelli dall'aspetto robusto e paffuto, muniti di grossa testa, corta coda squadrata e becco corto e largo, seminascosto da un ciuffetto semierettile di penne sulla fronte.

La livrea è perlopiù verde-giallastra, più chiara nella regione cefalica: le singole penne sono nere alla base, dando all'animale un caratteristico aspetto "a scaglie", mentre gola, zona periauricolare e punta di ali e coda sono completamente nere. Becco e zampe sono grigio-nerastri, gli occhi sono bruno-nerastri.

## Distribuzione e habitat
Questi uccelli sono endemici del Borneo centrale, dove abita le foreste pluviali collinari e montane.

## Biologia
Si tratta di uccelli diurni e solitari, che abitano le cime degli alberi muovendosi molto cautamente protetti dal piumaggio, che nonostante i colori brillanti risulta molto mimetico permette loro di camuffarsi egregiamente fra la vegetazione.

### Alimentazione
Questi uccelli hanno una dieta essenzialmente frugivora che privilegia i frutti ben maturi e soffici: essi non disdegnano tuttavia di nutrirsi anche di insetti e altri invertebrati qualora se ne presenti l'occasione, mentre è raro che scelgano di nutrirsi con semi, granaglie e germogli.

### Riproduzione
Le abitudini riproduttive di questi uccelli timidi e riservati sono ancora in massima parte sconosciute, tuttavia si ritiene che esse non differiscano significativamente per modalità e tempistica da quelle dell'affine e congenere beccogrosso verde.